# Blåskuldrad tangara
Blåskuldrad tangara (Thraupis cyanoptera) är en fågel i familjen tangaror inom ordningen tättingar.

## Utseende
Blåskuldrad tangara är en stor tangara med relativt kraftig näbb. Fjäderdräkten är genomgående ljusblå, med mörkare blå fläckar på vingarna. Den är lik sayacatangaran, men är mer bjärt blå på vingarna, kraftigt violblå på vingtäckarna och mörk snarare än ljus framför ögat. 

## Utbredning och systematik
Blåskuldrad tangara förekommer i kustnära sydöstra Brasilien (Minas Gerais Rio Grande do Sul). Den behandlas som monotypisk, det vill säga att den inte delas in i några underarter.

### Släktestillhörighet
Arten placeras traditionellt i Thraupis. Genetiska studier har dock visat att Thraupis är inbäddat i Tangara. Vissa väljer att därför inkludera dem i Tangara, medan andra istället delar upp Tangara i flera släkten och behåller Thraupis som ett eget släkte. När blåskuldrad tangara placeras i Tangara tvingar det svarthuvad tangara (Tangara cyanoptera) att byta vetenskapligt namn till argentea.

## Levnadssätt
Blåskuldrad tangara hittas i fuktiga skogar, ungskog och skogsbryn.

## Status och hot
Arten har ett stort utbredningsområde, men tros minska i antal, dock inte tillräckligt kraftigt för att den ska betraktas som hotad. Internationella naturvårdsunionen IUCN listar arten som livskraftig (LC).